# Коефіцієнт консистенції
Коефіцієнт консистенції — ступінь в'язкості або густини напівтвердих-напіврідких речовин (мастил, мила, фарб, будівельних та бурових розчинів тощо).

## Опис
Для неньютонівських рідин:
∆p/4l/d) = K (8u/d)n,
де ∆p — перепад тиску, Н/м2, l, d — відповідно довжина і внутрішній діаметр труби, м; K — коефіцієнт консистенції потоку в трубі, u — середня лінійна швидкість рідини в трубі, м/с; n — показник нелінійності. При n = 1 К = µ, де µ — в'язкість, Н/с∙м2